# Alix Lynx
Alix Lynx és una actriu porno dels Estats Units d'Amèrica. Segons ella relata, fou criada a un poble prop de Nova York pels seus pares, un pare que treballava a la construcció i una mare funcionària al departament de salut. Es va traure el graduat d'educació secundària i després estudià a la universitat pública on es va traure la carrera de comunicacions en 3 anys malgrat estar calculat per a ser de 4 anys i després el Bachelor of Arts en transmissió televisiva. Es va traure un màster en administració d'empreses mentre treballava de model de promoció. Treballà de relacions públiques a una empresa després d'ascendir d'auxiliar d'executiva comptable. L'empresa tancà i entrà a treballar com a gestora de màrqueting social. Treballà a llocs web de webcam i finalment deixà de treballar a una oficina.Des del moment que va veure un documental als 15 o 16 anys sobre Playboy volgué ser actriu porno. El 2014 començà a treballar a la indústria cinemàtica de la pornografia com a actriu. Treballà amb Hustler, AllGirlMassage.com, Girlfriends Films i Girls Gone Wild. El 2015 treballà durant 6 mesos per a Brazzers. Treballa amb OC Modeling.